# Film Sound Sweden
Film Sound Sweden (FSS) är en intresseorganisation för yrkesverksamma inom filmljud i Sverige.

## Historia
Föreningen bildades under namnet Föreningen Svenskt Filmljud (FSFL) mitten av 1990-talet av bland andra Lars Lundberg. Tidigare försök att starta en filmljudteknikerförening hade gjorts på 1980-talet, men då var inriktningen mer på anställnings- och lönefrågor. FSFL kom mer att fokusera på seminarieverksamhet och att driva frågan om att införa en särskild Guldbagge för bästa filmljud. Denna lobbykampanj som drevs tillsammans med Föreningen Sveriges Filmklippare (FSK) kröntes med framgång 2011 då Svenska filminstitutet till sist införde Guldbaggar för filmljud och filmklippning, såväl som för kostym, filmmusik, scenografi och mask.

## Verksamhet
Idag arbetar föreningen vidare för att stärka ljudets roll i filmen och i filmdebatten och som stadgarna säger att främja utvecklingen av filmljud såväl tekniskt som konstnärligt. Man vill också främja utbytet av personliga och yrkesmässiga erfarenheter mellan medlemmarna och därmed stödja varandra i deras yrkesutveckling. Föreningen har ett 80- tal medlemmar som alla är eller har varit yrkesverksamma filmljudtekniker. Föreningen har en hemsida som bland annat innehåller en stor mängd filmljudhistoria sammanställd av Lars Ulander.

## Ljudvågen
Föreningen delar ut sitt pris Ljudvågen till för framstående insatser som främjar förståelsen för ljudets roll inom svensk film, tv och spelindustri. Pristagaren behöver inte vara medlem i föreningen. Tidigare mottagare av priset:
- 2001 – Lasse Ulander
- 2002 – Stefan Ljungberg
- 2003 - Jörgen Hasselblad och ett specialpris till Pelle Lönndahl
- 2004 – Sven E Carlsson
- 2005 – Ulf Malmros och Lennart Forsén
- 2006 – Hans Barkman
- 2008 – Johan Söderqvist och Calle Edström
- 2010 – Tomas Krantz
- 2012 – Ulf Olausson
- 2019 – Eric Thorsell